# Cyrtogenius
Cyrtogenius är ett släkte av skalbaggar. Cyrtogenius ingår i familjen vivlar.

## Dottertaxa tillCyrtogenius, i alfabetisk ordning[1]
- Cyrtogenius abruptodeclivis
- Cyrtogenius acuminatus
- Cyrtogenius aequalis
- Cyrtogenius aethiopicus
- Cyrtogenius affinis
- Cyrtogenius africanus
- Cyrtogenius africus
- Cyrtogenius agathis
- Cyrtogenius alternantes
- Cyrtogenius alternatus
- Cyrtogenius anisopterae
- Cyrtogenius aries
- Cyrtogenius bicolor
- Cyrtogenius borneensis
- Cyrtogenius brevior
- Cyrtogenius cavifrons
- Cyrtogenius chirindaensis
- Cyrtogenius chlorophorae
- Cyrtogenius congonus
- Cyrtogenius cribricollis
- Cyrtogenius cribripennis
- Cyrtogenius curtus
- Cyrtogenius cyclopus
- Cyrtogenius declivis
- Cyrtogenius depressus
- Cyrtogenius detectus
- Cyrtogenius dimorphus
- Cyrtogenius dryocoetoides
- Cyrtogenius dubius
- Cyrtogenius elongatissimus
- Cyrtogenius elongatulus
- Cyrtogenius elongatus
- Cyrtogenius festivus
- Cyrtogenius fijianus
- Cyrtogenius formosanus
- Cyrtogenius frigidus
- Cyrtogenius glaber
- Cyrtogenius glabrata
- Cyrtogenius gracilis
- Cyrtogenius gracillimus
- Cyrtogenius grandis
- Cyrtogenius granistriatus
- Cyrtogenius granulifer
- Cyrtogenius grossepunctatus
- Cyrtogenius hirtellus
- Cyrtogenius hirtus
- Cyrtogenius hornus
- Cyrtogenius impar
- Cyrtogenius inermis
- Cyrtogenius kadazanus
- Cyrtogenius kumatoensis
- Cyrtogenius laevis
- Cyrtogenius lineatopunctatus
- Cyrtogenius longipennis
- Cyrtogenius lowi
- Cyrtogenius luteus
- Cyrtogenius madagascariensis
- Cyrtogenius major
- Cyrtogenius malayensis
- Cyrtogenius mandibularis
- Cyrtogenius mayumbensis
- Cyrtogenius mediosetosus
- Cyrtogenius milletiae
- Cyrtogenius mindoroensis
- Cyrtogenius minor
- Cyrtogenius movoliae
- Cyrtogenius mulungensis
- Cyrtogenius nitidus
- Cyrtogenius nodulosus
- Cyrtogenius noumeanus
- Cyrtogenius obesus
- Cyrtogenius papuae
- Cyrtogenius papuanus
- Cyrtogenius papuensis
- Cyrtogenius parinarii
- Cyrtogenius parvus
- Cyrtogenius perakensis
- Cyrtogenius peregrinus
- Cyrtogenius philippinensis
- Cyrtogenius piceus
- Cyrtogenius polyphagus
- Cyrtogenius preparvus
- Cyrtogenius prinavorus
- Cyrtogenius quercicolens
- Cyrtogenius rugicollis
- Cyrtogenius ruginosus
- Cyrtogenius rugipennis
- Cyrtogenius samoanus
- Cyrtogenius sarawakensis
- Cyrtogenius scabricollis
- Cyrtogenius scotti
- Cyrtogenius sedlaceki
- Cyrtogenius silvaniae
- Cyrtogenius siporanus
- Cyrtogenius smetanai
- Cyrtogenius sparsipunctatus
- Cyrtogenius subacuminatus
- Cyrtogenius subgranosus
- Cyrtogenius subsulcatus
- Cyrtogenius sulcatus
- Cyrtogenius suturalis
- Cyrtogenius tanae
- Cyrtogenius tenuis
- Cyrtogenius tikaludus
- Cyrtogenius tuberculatus
- Cyrtogenius tuberculifer
- Cyrtogenius unicus
- Cyrtogenius variipennis
- Cyrtogenius vaticae